# NGC 3812
NGC 3812 (również PGC 36256 lub UGC 6648) – galaktyka eliptyczna (E), znajdująca się w gwiazdozbiorze Lwa. Odkrył ją William Herschel 6 kwietnia 1785 roku.